# Warracknabeal
Warracknabeal är en ort i Australien. Den ligger i regionen Yarriambiack och delstaten Victoria, omkring 290 kilometer nordväst om delstatshuvudstaden Melbourne. Antalet invånare är 2 625.
Trakten runt Warracknabeal är nära nog obefolkad, med mindre än två invånare per kvadratkilometer.. Det finns inga andra samhällen i närheten.
Trakten runt Warracknabeal består till största delen av jordbruksmark. Genomsnittlig årsnederbörd är 406 millimeter. Den regnigaste månaden är juni, med i genomsnitt 64 mm nederbörd, och den torraste är januari, med 9 mm nederbörd.